# Federación Nicaragüense de Rugby
La Federación Nicaragüense de Rugby (FENIRUGBY) es la entidad rectora del rugby en Nicaragua y de sus dos asociaciones oficiales con personería jurídica, ADERUGBY Managua y ADERUGBY Granada, ambas fundadas el 22 de agosto de 2011. 

El 11 de noviembre de 2011, nace bajo la necesidad de un órgano regulador, la FENIRUGBY con sede en Managua, Nicaragua. Se encuentra en proceso de registro gubernamental y en trámite de inscripción ante la REDEFYR y goza a partir del 23 de enero de 2012 del reconocimiento del Comité Olímpico Nicaragüense.

## Historia
El rugby se empezó a practicar en Nicaragua por dos británicos en el año 2009. Michael Peart Castro y Justin Smart iniciaron enseñando el deporte a sus estudiantes en el Liceo Franco Nicaragüense, donde ya algunos practicaban el deporte de manera informal.
En el año 2010 se abren las convocatorias al público en general, y aquí se dan los inicios del primer club de rugby de Nicaragua conocido como las Panteras del Managua Rugby Football Club.
En marzo de 2011, las Panteras del MRFC participan en su primer torneo internacional de rugby, en modalidad sevens, Copa HSBC San Salvador, obteniendo copa de plata.
En abril de 2011 reciben la visita del presidente y secretario técnico respectivamente de la Confederación Sudamericana de Rugby CONSUR y se inicia el proceso de legalización y obtención de personería jurídica ante las entidades gubernamentales y deportivas correspondientes con el objetivo a mediano plazo de convertirse en miembro afiliado de la CONSUR.
El 22 de agosto de 2011 se obtiene la personería jurídica de sus dos asociaciones deportivas para las ciudades de Granada y Managua
El 11 de noviembre de 2011 se funda la Federación Nicaragüense de Rugby FENIRUGBY.
El 4 de diciembre de 2011 se forma la primera selección nacional de rugby, Los Tiburones, para participar en el Torneo Centroamericano Rainforrest en San José Costa Rica, en modalidad olímpica.
El 23 de enero de 2012 la FENIRUGBY obtiene reconocimiento del Comité Olímpico Nicaragüense.
El 25 de febrero de 2012, las Panteras del MRFC participan por segundo año en la Copa HSBC San Salvador.
En el año 2013 se funda el segundo club de rugby para que pueda haber competición nacional, naciendo el Chorotega Rugby Club fundado por Illiat Jiron de la Rocha. este equipo fue el primero en tener equipo femenino gracias a la Gestión de Ruth Edith Chavarría quien en conjunto con el Sr. Emmet Lang Presidente del CON (Comité Olímpico Nicaragüense) planean iniciar el rugby femenino de cara a los próximos juegos centroamericanos a realizarse en Managua en 2017.
De igual manera en el 2013 fue fundado Lobos Rugby Club, oficialmente tienen cuatro años de competir en torneos nacionales y en la región centroamericana. Los Lobos del rugby nica fueron subcampeones de la liga categoría Sevens en el 2015 y 2016 y lograron el segundo lugar en el Torneo Internacional de Roatán, Honduras. 
El club fue fundado en el 2013. Oficialmente tienen cuatro años de competir en torneos nacionales y en la región centroamericana. Los Lobos del rugby nica fueron subcampeones de la liga categoría Sevens en el 2015 y 2016 y lograron el segundo lugar en el Torneo Internacional de Roatán, Honduras.
El 30 de octubre de 2013 se da el primer entrenamiento del equipo femenino Chorotega, quien en diciembre viaja a Costa Rica como Selección Nacional modalidad 7´s a participar en el torneo CONSUR ganando el premio Fair Play.
Luego se realizó el torneo Rain Forest en abril de 2014 en Costa Rica donde el equipo femenino chorotega y /o Selección Nacional compitió contra todos los países centroamericanos, además de Perú, Colombia y Venezuela.
En julio del mismo año se da el primer torneo de clubes organizado en San Salvador por el Club Maquillishuat, El equipo Femenino Chorotega participó contra equipos de El Salvador y Guatemala obteniendo el segundo lugar.
En diciembre de 2014 la selección femenina/club chorotega, viaja nuevamente al torneo CONSUR, esta vez en Panamá, donde obtuvieron el quinto lugar, enfrentándose a las selecciones de Centroamérica y México (Las Serpientes).
Las lobas, categoría femenina de la UNAN,  empezaron su reclutamiento en el 2014. El  team debutó como equipo el tercer lugar en el Granada Sevens del 2015. Las Lobas han reclutado más chicas para el rugby consolidándose como un equipo más compacto. 
Entre 2014 y 2015 nacen nuevos equipos, Equipo Universitario  Los Lobos y Lobas de la UNAN Managua, Los Pirtatas de San Juan del Sur y los Gallos y Gallinas de Tola.
Con más equipos existentes se inicia una liga estable donde se mejora la participación y calidad de juego de los jugadores.
En el año 2015 La selección femenina es invitada al torneo CONSUR en San Salvador, esta vez se hizo una convocatoria de las jugadoras de los equipos femeninos para conformarla, aquí obtuvieron el tercer lugar.
En el 2017 fueron ganadoras de 2.º lugar en el Granada Seven's. También el rugby tuvo participación en los juegos centroamericanos del 2017 obteniendo medalla de bronce para nuestra Nicaragua. Para los juegos centroamericanos formamos el 50%de la selección nicaragüense. 
Entre 2016 y 2017 se forman 2 nuevos equipos, Ulua rugby club de la Universidad de Ingeniería y Vulcano rugby Club de la ciudad de Chinandega, viniendo a fortalecer la liga nacional.
Del 6 - 9 de julio de 2017 se realizó Capacitación de Árbitros Nivel II de Centroamérica, a cargo de Mario Henao de la Federación Colombiana de Rugby, educador de Sudamérica Rugby, la actividad se llevó a cabo en Managua, Nicaragua y estuvo destinada a las Uniones miembros de Sudamérica Rugby pertenecientes a Centroamérica. 
El objetivo fue la capacitación de árbitros para los XI Juegos Deportivos Centroamericanos que se realizarán en diciembre del corriente. Es la primera vez que hay una capacitación de este nivel y la misma fue financiada por el Comité Organizador de los Juegos, los Comités Olímpicos Nacionales y las Federaciones de los países involucrados. La Federación Nicaragüense de Rugby coordinó toda la organización del evento. Se contó con la participación de 2 árbitros de Guatemala, 2 de El Salvador, 2 de Honduras, 2 de Nicaragua, 1 de Costa Rica y 2 de Panamá.
En la previa al Curso, el Español Alejandro Estévez  – en una inversión conjunta de la Federación Nicaragüense de Rugby y  Sudamérica Rugby – dictó cursos de Get Into Rugby, para hacer énfasis en la importancia del desarrollo de rugby infantil y juvenil, y cursos de Nivel 1 World Rugby de Arbitraje y de Entrenadores para apoyar a los equipos Nicaragüenses en su crecimiento y a la competencia doméstica de la Federación local.
El 2 de septiembre de 2017, la Selección Nicaragüense de Rugby en la modalidad XV lográ obtener el tercer lugar en el Campeonato Sudamericano Mayor C, al vencer 46 - 36 a la Selección de Panamá.
El 4 de noviembre de 2017, los Lobos Rugby Club de la UNAN - Managua se coronan Campeones Nacionales de 7`s en la Liga Nicaragüense de Rugby por primera vez en la historia. De igual manera el Club Manolas (Managua - Tola) en la categoría femenina logran ser Campeonas Nacionales.
Se destacó de manera individual a Keylim Chávez (Femenino) y Alberto José Aburto (Masculino), ambos recibieron la medalla del Jugador Mas Valioso. Así mismo que destacaron a Nebeyda Rosales (Femenino) y Jorge Larios (Masculino) con la medalla del Mejor Jugador 2017.
Se dio inicio al programa Get Into Rugby, el cual es dirigido por Sudamérica Rugby con el fin de apoyar el crecimiento de este deporte, en el cual se ven involucradas personas de todas las edades para probar, jugar y seguir en este deporte.
Los XI Juegos Centroamericanos se llevarán a cabo en la Ciudad de Managua, Nicaragua, del 3 al 17 de diciembre de 2017. Del 3 - 5 de diciembre de 2017 serán las competencias para Rugby en la modalidad de 7´s tanto femenino y masculino; los cuales jugaran en el Estadio Olímpico del IND. Se tendrá la participación de 5 países.

## Clubes
- Managua RFC
- Chorotega Rugby Club
- San Juan del Sur RFC
- Tola Rugby Unión

## Femenino
- tola
- Chorotega Rugby Club